# Campionati europei di atletica leggera 2016 - 10000 metri piani femminili
La specialità dei 10000 metri piani femminili dei campionati europei di atletica leggera di Amsterdam 2016 si è svolta il 6 luglio 2016.

## Record
Prima di questa competizione, il record del mondo (RM), il record europeo (EU) ed il record dei campionati (RC) sono i seguenti:
| Record                | Prestazione | Atleta                      | Data                                      | Competizione                                |
| --------------------- | ----------- | --------------------------- | ----------------------------------------- | ------------------------------------------- |
| Record mondiale       | 29'31"78    | Wang Junxia Cina            | 8 settembre 1993 Pechino, Cina            |                                             |
| Record europeo        | 29'56"34    | Elvan Abeylegesse Turchia   | 15 agosto 2008 Pechino, Cina              | Giochi della XXIX Olimpiade                 |
| Record dei campionati | 30'01"09    | Paula Radcliffe Regno Unito | 6 agosto 2002 Monaco di Baviera, Germania | Campionati europei di atletica leggera 2002 |

## Programma
| Data          | Ora   | Turno  |
| ------------- | ----- | ------ |
| 6 luglio 2016 | 19:00 | Finale |

## Risultati

### Finale
La gara dei 10 000 metri piani ha visto la sola fase finale, con diciotto atlete partecipanti.
| Pos. | Nome                      | Nazionalità | Tempo    | Note                                                                          |
| ---- | ------------------------- | ----------- | -------- | ----------------------------------------------------------------------------- |
|      | Yasemin Can               | Turchia     | 31'12"86 | Miglior prestazione europea under 23 · Miglior prestazione europea stagionale |
|      | Dulce Félix               | Portogallo  | 31'19"03 | Miglior prestazione personale                                                 |
|      | Karoline Bjerkeli Grøvdal | Norvegia    | 31'23"45 | Miglior prestazione personale                                                 |
| 4    | Fionnuala McCormack       | Irlanda     | 31'30"74 | Miglior prestazione personale stagionale                                      |
| 5    | Jo Pavey                  | Regno Unito | 31'34"61 | Miglior prestazione personale stagionale                                      |
| 6    | Veronica Inglese          | Italia      | 31'37"43 | Miglior prestazione personale                                                 |
| 7    | Jess Andrews              | Regno Unito | 31'38"02 | Miglior prestazione personale                                                 |
| 8    | Jip Vastenburg            | Paesi Bassi | 32'04"00 |                                                                               |
| 9    | Sarah Lahti               | Svezia      | 32'14"17 |                                                                               |
| 10   | Trihas Gebre              | Spagna      | 32'20"45 |                                                                               |
| 11   | Alexi Pappas              | Grecia      | 32'27"80 |                                                                               |
| 12   | Carla Salomé Rocha        | Portogallo  | 32'57"44 |                                                                               |
| 13   | Christelle Daunay         | Francia     | 33'03"36 |                                                                               |
| 14   | Tara Jameson              | Irlanda     | 33'19"85 |                                                                               |
| 15   | Olha Skrypak              | Ucraina     | 33'36"79 | Miglior prestazione personale stagionale                                      |
| 16   | Johanna Peiponen          | Finlandia   | 34'39"91 |                                                                               |
| -    | Almensch Belete           | Belgio      | dnf      |                                                                               |
| -    | Sara Moreira              | Portogallo  | dnf      |                                                                               |